# Röplabda a 2020. évi nyári olimpiai játékokon
A 2020. évi nyári olimpiai játékokon a röplabdatornákat július 25. és augusztus 9. között rendezték. Férfiak és nők számára egyaránt volt teremröplabda- és strandröplabda-torna, így összesen négy versenyszámot rendeztek. Mind a férfi, mind a női teremröplabda-tornán 12–12 csapat, míg a férfi, illetve a női strandröplabda-tornán 24–24 páros vehetett részt.

Ariake Arena

## Éremtáblázat
(A táblázatokban az egyes számoszlopok legmagasabb értéke vagy értékei vastagítással kiemelve.)
| A 2020. évi nyári olimpiai játékok éremtáblázata röplabdában | A 2020. évi nyári olimpiai játékok éremtáblázata röplabdában | A 2020. évi nyári olimpiai játékok éremtáblázata röplabdában | A 2020. évi nyári olimpiai játékok éremtáblázata röplabdában | A 2020. évi nyári olimpiai játékok éremtáblázata röplabdában | Olimpia  |
| ------------------------------------------------------------ | ------------------------------------------------------------ | ------------------------------------------------------------ | ------------------------------------------------------------ | ------------------------------------------------------------ | -------- |
|                                                              | Ország                                                       | Arany                                                        | Ezüst                                                        | Bronz                                                        | Összesen |
| 1.                                                           | Egyesült Államok (USA)                                       | 2                                                            | 0                                                            | 0                                                            | 2        |
| 2.                                                           | Franciaország (FRA)                                          | 1                                                            | 0                                                            | 0                                                            | 1        |
| 2.                                                           | Norvégia (NOR)                                               | 1                                                            | 0                                                            | 0                                                            | 1        |
|                                                              |                                                              |                                                              |                                                              |                                                              |          |
| 4.                                                           | Az Orosz Olimpiai Bizottság versenyzői (ROC)                 | 0                                                            | 2                                                            | 0                                                            | 2        |
| 5.                                                           | Ausztrália (AUS)                                             | 0                                                            | 1                                                            | 0                                                            | 1        |
| 5.                                                           | Brazília (BRA)                                               | 0                                                            | 1                                                            | 0                                                            | 1        |
|                                                              |                                                              |                                                              |                                                              |                                                              |          |
| 7.                                                           | Argentína (ARG)                                              | 0                                                            | 0                                                            | 1                                                            | 1        |
| 7.                                                           | Katar (QAT)                                                  | 0                                                            | 0                                                            | 1                                                            | 1        |
| 7.                                                           | Svájc (SUI)                                                  | 0                                                            | 0                                                            | 1                                                            | 1        |
| 7.                                                           | Szerbia (SRB)                                                | 0                                                            | 0                                                            | 1                                                            | 1        |
|                                                              |                                                              |                                                              |                                                              |                                                              |          |
| Összesen                                                     | Összesen                                                     | 4                                                            | 4                                                            | 4                                                            | 12       |

## Érmesek

### Férfi teremröplabda
| A 2020. évi nyári olimpiai játékok érmesei férfi röplabdában | A 2020. évi nyári olimpiai játékok érmesei férfi röplabdában | A 2020. évi nyári olimpiai játékok érmesei férfi röplabdában | A 2020. évi nyári olimpiai játékok érmesei férfi röplabdában |
| --- | --- | --- | ------------------------------------------------------------ |
| Arany | Ezüst | Bronz |                                                              |
| Franciaország (FRA) | Az Orosz Olimpiai Bizottság versenyzői (ROC) | Argentína (ARG) |                                                              |
| Stephen Boyer Antoine Brizard Daryl Bultor Barthélémy Chinenyeze Trévor Clévenot Jenia Grebennikov Nicolas Le Goff Yacine Louati Earvin N'Gapeth Jean Patry Kévin Tillie Benjamin Toniutti | Gyenyisz Bogdan Valentyin Golubev Ivan Jakovlev Jegor Kljuka Igor Kobzar Iljasz Kurkajev Makszim Mihajlov Pavel Pankov Viktor Poletajev Jaroszlav Podlesznih Dmitrij Volkov Artyom Volvics | Facundo Conte Santiago Danani Luciano De Cecco Agustín Loser Bruno Lima Ezequiel Palacios Federico Pereyra Cristian Poglajen Martín Ramos Matías Sánchez Sebastián Solé |                                                              |

### Női teremröplabda
| A 2020. évi nyári olimpiai játékok érmesei női röplabdában | A 2020. évi nyári olimpiai játékok érmesei női röplabdában | A 2020. évi nyári olimpiai játékok érmesei női röplabdában | A 2020. évi nyári olimpiai játékok érmesei női röplabdában |
| --- | --- | --- | ---------------------------------------------------------- |
| Arany | Ezüst | Bronz |                                                            |
| Egyesült Államok (USA) | Brazília (BRA) | Szerbia (SRB) |                                                            |
| Foluke Akinradewo Michelle Bartsch-Hackley Andrea Drews Micha Hancock Kimberly Hill Jordan Larson Chiaka Ogbogu Jordyn Poulter Kelsey Robinson Jordan Thompson Haleigh Washington Justine Wong-Orantes | Camila Brait Tandara Caixeta Macris Carneiro Ana Beatriz Corrêa Ana Carolina da Silva Ana Cristina de Souza Fernanda Garay Carol Gattaz Gabriela Guimarães Rosamaria Montibeller Natália Pereira Roberta Ratzke | Bianka Buša Mina Popović Slađana Mirković Brankica Mihajlović Maja Ognjenović Ana Bjelica Maja Aleksić Milena Rašić Silvija Popović Tijana Bošković Bojana Milenković Jelena Blagojević |                                                            |

### Férfi strandröplabda
| A 2020. évi nyári olimpiai játékok érmesei férfi strandröplabdában | A 2020. évi nyári olimpiai játékok érmesei férfi strandröplabdában                             | A 2020. évi nyári olimpiai játékok érmesei férfi strandröplabdában | A 2020. évi nyári olimpiai játékok érmesei férfi strandröplabdában |
| ------------------------------------------------------------------ | ---------------------------------------------------------------------------------------------- | ------------------------------------------------------------------ | ------------------------------------------------------------------ |
| Arany                                                              | Ezüst                                                                                          | Bronz                                                              |                                                                    |
| Norvégia (NOR) · Anders Mol · Christian Sørum                      | Az Orosz Olimpiai Bizottság versenyzői (ROC) · Vjacseszlav Kraszilnyikov · Oleg Sztojanovszkij | Katar (QAT) · Ahmed Tijan · Cherif Younousse                       |                                                                    |

### Női strandröplabda
| A 2020. évi nyári olimpiai játékok érmesei női strandröplabdában | A 2020. évi nyári olimpiai játékok érmesei női strandröplabdában | A 2020. évi nyári olimpiai játékok érmesei női strandröplabdában | A 2020. évi nyári olimpiai játékok érmesei női strandröplabdában |
| ---------------------------------------------------------------- | ---------------------------------------------------------------- | ---------------------------------------------------------------- | ---------------------------------------------------------------- |
| Arany                                                            | Ezüst                                                            | Bronz                                                            |                                                                  |
| Egyesült Államok (USA) · April Ross · Alix Klineman              | Ausztrália (AUS) · Mariafe Artacho del Solar · Taliqua Clancy    | Svájc (SUI) · Joana Heidrich · Anouk Vergé-Dépré                 |                                                                  |